# Каузен
Каузен (њем. Kausen) општина је у њемачкој савезној држави Рајна-Палатинат. Једно је од 119 општинских средишта округа Алтенкирхен (Вестервалд). Према процјени из 2010. у општини је живјело 795 становника. Посједује регионалну шифру (AGS) 7132059.

## Географски и демографски подаци
Каузен се налази у савезној држави Рајна-Палатинат у округу Алтенкирхен (Вестервалд). Општина се налази на надморској висини од 385 метара. Површина општине износи 3,6 km². У самом мјесту је, према процјени из 2010. године, живјело 795 становника. Просјечна густина становништва износи 220 становника/km².